# Dolores Ruiz Berdún
Dolores Ruiz Berdún (Madrid, 9 de noviembre de 1964) es una profesora universitaria, historiadora de la ciencia, enfermera, matrona y escritora española.    

## Biografía
Dolores Ruiz se diplomó en enfermería en 1987, pertenece a la primera promoción de matronas del sistema de residencia, que concluyó su formación en 1996, y se doctoró en Historia de la ciencia en 2012 con la tesis Desarrollo histórico de una profesión: las matronas en Madrid hasta la guerra civil. Es profesora de humanidades médicas: historia de la medicina y antropología médica, además de salud y género, asignatura donde se aborda el género, salud y las desigualdades estructurales que imparte en la Facultad Medicina y Ciencias de la Salud de la Universidad de Alcalá (Comunidad de Madrid).
Investigación centrada en la historia del parto y de sus profesionales, así como en la violencia obstétrica y la humanización de la atención al proceso obstétrico.
Publicó con Alberto Gomis Matronas víctimas de la Guerra Civil Española las consecuencias más graves que tuvo la guerra civil española de 1936 sobre el colectivo profesional de las matronas, exclusivamente femenino en esos momentos e «invisibilizado» en la historia de nuestro país.
Otras publicaciones tanto individuales como colectivas de Ruiz Berdún son De alimento a medicamento: la Casa Nestlé durante la Guerra Civil y sus relaciones con el franquismo, La importancia del género en la historia de la atención al parto: la incorporación de los hombres a la profesión de matrona en España, Objetivo: repoblar España. El Plan Nacional Ideal de la Obra Maternal e Infantil o Mujer, madre y militar. Un relato sobre conciliación en el ámbito de las Fuerzas Armadas, entre otros. Fundó en 2006 de la asociación de apoyo a la lactancia Lactard.
En 2022 publicó Historia de las matronas en España donde nos muestra la importancia de esta disciplina, así como toda una serie de curiosidades y aspectos desconocidos de ella.

## Premios
- Premio de investigación María Isidra de Guzmán en estudios de género, edición XXI, 2016.[7]
- Premio de investigación "Cátedra Antonio Chamorro-Alejandro Otero" de la Real Academia de Medicina y cirugía de Andalucía Oriental, 2019.[8]

## Publicaciones

### Libros
- Compromiso social y género. La historia de las matronas en España en la Segunda República, la Guerra Civil y la Autarquía (1931-1955), 2017, Alcalá de Henares: Ayuntamiento de Alcalá de Henares. ISBN: 978-84-15005-44-5 (con Alberto Gomis)
- Historia de las matronas en España. (Guadalmazán, 2022).

### Capítulos de libros
- «The past and the present of Obstetric Violence in Spain». En: IV Jornadas internacionais de História da psiquiatria e saúde mental, 2016, Coimbra: Universidade de Coimbra-CEIS20. [Con Ibone Olza].
- «Análisis histórico de la violencia obstétrica». En: El concepto «violencia obstétrica» y el debate actual sobre la atención al nacimiento, coordinado por Josefina Goberna-Tricas y Margarita Boladeras, 2018, Madrid: Editorial Tecnos.

### Artículos
- «Las matronas, pioneras en la universidad desde 1845». Matronas Hoy, 2020, 2 (8): 7-19.
- «Mujer, madre y militar. Un relato sobre conciliación en el ámbito de las Fuerzas Armadas». Archivos de la Memoria, 2019, 16 (Con Sheima Hossain)
- «La importancia del género en la historia de la atención al parto. La incorporación de los hombres a la profesión de matrona en España». Llull Revista de la Sociedad Española de Historia de las Ciencias y de las Técnicas, 2018, 41 (85): 191-2016.
- «Matronas víctimas de la Guerra Civil española». Asclepio. Revista de Historia de la Medicina y de la Ciencia, 2016, 68 (2) (con Alberto Gomis)
- Moving beyond disrespect and abuse: addressing the structural dimensions of obstetric violence, Reproductive Health Matters, 2016, 24 (47) (con Michele Sadler, Mario JDS Santos, Gonzalo Leiva Rojas, Elena Skoko, Patricia Gillen & Jette A Clausen)